# Agim Nuhiu
Agim Nuhiu (mac. Агим Нухиу, ur. 24 sierpnia 1977 w Slatinie) - minister spraw wewnętrznych Macedonii Północnej w latach 2016-2017, doktor nauk prawnych.

## Życiorys
W 2001 roku ukończył studia prawnicze na Państwowym Uniwersytecie w Tetowie, studiował następnie na uniwersytetach w Prisztinie i Tiranie. Od 2002 roku pracuje jako wykładowca prawa na Państwowym Uniwersytecie w Tetowie.
W 2013 roku uzyskał tytuł doktora nauk prawnych.
29 grudnia 2016 roku objął urząd ministra spraw wewnętrznych, który piastował do 1 czerwca 2017 roku; był pierwszym Albańczykiem pełniącym daną funkcję.
Deklaruje znajomość język albańskiego, macedońskiego i angielskiego.

## Życie prywatne
Jest żonaty i ma dwoje dzieci.